# مقزع
مركز مقزع هو مركزٌ سعوديٌ تابعٌ لمحافظة الريث التابعة لمنطقة جازان، في المملكة العربية السعودية. المركز من الفئة (ب)، ورمزه 2366 حسب دليل الترميز الموحد للمناطق الإدارية بالمملكة العربية السعودية.

## نبذة
تعتبر قرية مقزع من أقدم مراكز الإمارة في منطقة جازان حيث تم افتتاح أول مركز للامارة في قرية مقزع في حوالي عام 1360هـ، ومن ثم تم نقل المركز إلى جبل القهر عام 1375هـ وبعد ذلك إلى رخية في عام 1382هـ حيث يقع إلى الآن. كما يتبع المركز أكثر من ثلاثين قرية منتشرة على ضفاف وادي وعال.